# Ernie Nevers
Ernest Alonzo Nevers (Willow River, 11 giugno 1902 – San Rafael, 3 maggio 1976) è stato un allenatore di football americano, giocatore di football americano e giocatore di baseball statunitense che ha giocato nel ruolo di fullback per i Duluth Eskimos e i Chicago Cardinals della National Football League (NFL) e nel ruolo di pitcher per i St. Louis Browns della MLB. Nevers fu inserito nella College Football Hall of Fame nel 1951 e nella Pro Football Hall of Fame nel 1963.

## Carriera universitaria
Nevers frequentò la Stanford University, dove fu nominato All-America e disputò il Rose Bowl 1925 contro l'Università di Notre Dame e il suo famoso gruppo di giocatori offensivi chiamati "Four Horsemen", i quattro cavalieri. Ernie giocò tutti i 60 minuti della partita e corse per 114 yard, più di tutte quelle guadagnate dai Four Horsemen in totale. Fu nominato miglior giocatore del Rose Bowl 1925. L'ex allenatore Glenn Scobey "Pop" Warner chiamò Nevers "il giocatore di football che non sbaglia mai". Nevers era spesso paragonato a Jim Thorpe. La maglia numero 1 di Ernie è una delle uniche due ritirate nella storia dell'istituto (l'altra è di Jim Plunkett)

## Carriera professionistica
Nevers eccelleva in diversi sport, inclusi il basket e il baseball. Nel 1926 egli si recò a Jacksonville, Florida, dove organizzò i Jacksonville All-Stars, il primo tentativo della città di aver una squadra di football professionistico. Gli All-Stars giocarono due partite di esibizione contro avversari della NFL: i Chicago Bears, guidati da Red Grange, il 2 gennaio, e i New York Giants il 9 gennaio. Alla fine, la scarsa folla attirata costrinse la squadra a giocare solamente quelle due partite, e Nevers firmò un contratto con la squadra di baseball dei St. Louis Browns. Nevers debuttò come pitcher per i Browns nella stagione 1926, trascorrendo con la squadra le tre stagioni successive Browns, in cui si fece notare per aver lasciato due home run a Babe Ruth nella sua stagione da 60 home run del 1927.
Nevers trovò maggior fortuna nel football. Malgrado voci che davano Nevers per aver firmato con Red Grange e la nuova AFL, Nevers firmò coi Duluth Eskimos il cui proprietario era il suo amico d'infanzia Ole Haugsrud. Gli Eskimos erano una squadra unica nel loro genere, dal momento che non avevano uno stadio casalingo e giocavano tutte le loro gare casalinghe in trasferta. Molti ritengono che se Nevers avesse firmato con la AFL, la NFL non avrebbe potuto sopravvivere. Dopo due stagioni a Duluth, durante le quali giocò la maggior parte di minuti sia in attacco che in difesa, Ernie non giocò nella stagione 1928.
Tornò nella NFL per giocare come fullback e contemporaneamente allenare i Chicago Cardinals dal 1929 al 1931. Nel 1929, Nevers stabilì il record per il maggior numero di punti segnati in una partita, segnando tutti e 6 i touchdown dei Cardinals e calciando 4 extra point, mettendo a segno 40 punti contro i rivali cittadini dei Chicago Bears, un record che resiste ancora oggi. Fu eletto nella Pro Football Hall of Fame nel 1963. ESPN classificò Nevers al #25 tra i migliori 25 giocatori della storia del football collegiale, mentre NFL Network lo posizionò al numero 89 nella sua classifica dei migliori cento giocatori di tutti i tempi

## Vittorie e premi
- Formazione ideale della NFL degli anni 1920
- Record NFL maggior numero di punti segnati in una partita (40)
- Pro Football Hall of Fame (dal 1963)
- Classificato al #89 tra i migliori cento giocatori di tutti i tempi da NFL.com

## Statistiche
| Partite totali | 54 |